# Кокотница

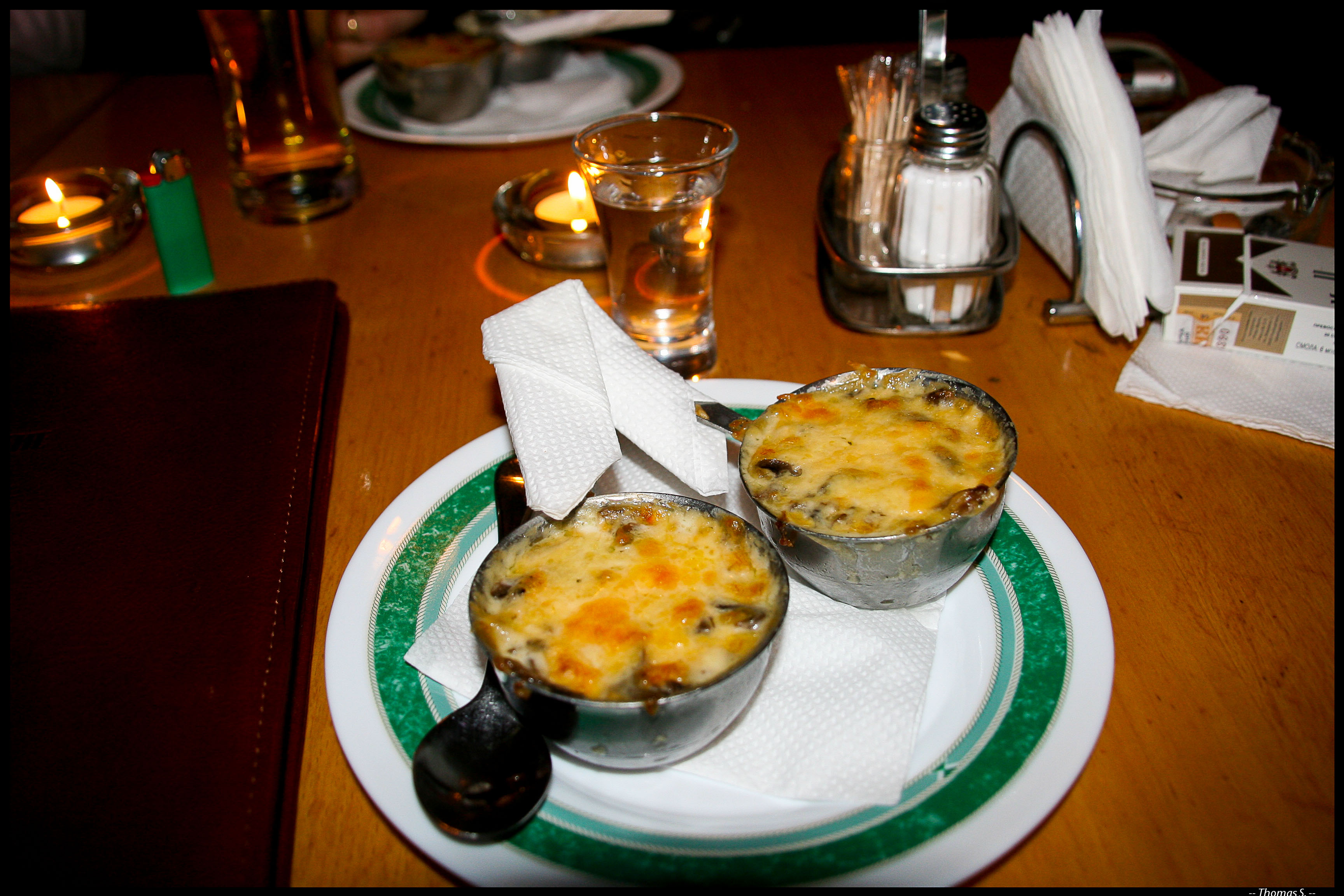
Жюльен, сервированный в кокотницах

Коко́тница (от фр. cocotte — «курочка») — посуда в виде металлической чаши диаметром 60—70 мм, а по высоте 40—50 мм. Имеет конический вид с удлинённой ручкой. Служит для приготовления и подачи порционных горячих закусок, в русской кухне преимущественно жюльенов. Блюдо в кокотнице обычно подают на подстановочной тарелке, покрытой салфеткой или полотенцем разового пользования, его едят из кокотницы специальной кокотной вилкой или же чайной или кофейной ложкой, не перекладывая на тарелку.
Посуда имеет вместимость 100—150 мл, изготавливается из нержавеющей стали. На ручку надевалась папильотка. Среди горячих закусок подаются блюда из мяса, субпродуктов, овощей, грибов с соусами.